# Leslie Tomkins
Leslie Tomkins (* 1948 in Hammersmith, London) ist ein britischer Szenenbildner und Artdirector.

## Leben
Tomkins begann seine Karriere im Filmstab 1970 als im Abspann nicht genannter Technischer Zeichner bei der Ist-ja-irre-Filmkomödie Liebe, Liebe usw. 1980 arbeitete er an Stanley Kubricks Stephen-King-Verfilmung Shining erstmals als Artdirector. Im Laufe seiner Karriere war er noch zwei weitere Male für Kubrick tätig; 1987 an Full Metal Jacket und 1999 an Eyes Wide Shut. Er arbeitete zudem für Regisseure wie David Lean, Ridley Scott, Tim Burton, William Friedkin, Wolfgang Petersen und Michael Mann.
1984 war er für Barbra Streisands Yentl zusammen mit Roy Walker und Tessa Davies für den Oscar in der Kategorie Bestes Szenenbild nominiert, die Auszeichnung ging in diesem Jahr jedoch an den Fanny und Alexander. Zwischen 2000 und 2017 war Tomkins vier Mal für den Excellence in Production Design Award der Art Directors Guild nominiert, für den Horrorfilm Sleepy Hollow konnte er den Preis gewinnen. Zudem erhielt er für Sleepy Hollow auch den Satellite Award für das Beste Szenenbild.

## Filmografie (Auswahl)
- 1970: Liebe, Liebe usw. (Carry On Loving)
- 1977: Atemlos vor Angst (Sorcerer)
- 1980: Shining (The Shining)
- 1983: Die unheimliche Macht (The Keep)
- 1983: Yentl
- 1984: Reise nach Indien (A Passage to India)
- 1985: Auf der Jagd nach dem Juwel vom Nil (The Jewel of the Nile)
- 1987: Full Metal Jacket
- 1988: High Spirits
- 1989: Batman
- 1992: 1492 – Die Eroberung des Paradieses (1492: Conquest of Paradise)
- 1995: Judge Dredd
- 1999: Eyes Wide Shut
- 1999: Sleepy Hollow
- 2001: Lara Croft: Tomb Raider
- 2001: Planet der Affen (Planet of the Apes)
- 2004: Troja (Troy)
- 2005: Charlie und die Schokoladenfabrik (Charlie and the Chocolate Factory)
- 2013: Fast & Furious 6
- 2016: Phantastische Tierwesen und wo sie zu finden sind (Fantastic Beasts and Where to Find Them)

## Auszeichnungen (Auswahl)
- 1984: Oscar-Nominierung in der Kategorie Bestes Szenenbild für Yentl